# 安濃鉄道
安濃鉄道（あのうてつどう）とは、かつて三重県津市と同県河芸郡椋本村（現在の津市芸濃町椋本）を結ぶ鉄道路線を運営していた会社である。他の鉄道路線とは接続していない孤立路線であった。

## 概要
安濃川に沿って阿漕と関間、また途中の安東で交差して一身田と片田方面を結ぶ計画だったが、中間部分の新町 - 林間、安東 - 片田間しか建設されなかった。1920年代半ばに末端部の椋本 - 林間、支線の安東 - 片田間が廃止され、太平洋戦争に入り資材供出のため1944年に不要不急線として残る新町 - 椋本間が休止となった。戦後も会社は存続し、運行再開を目指し何度か休止延長願を運輸省に提出していたが、資金調達ができず、1972年に正式に廃止された。

## 路線データ
- 路線距離：
  - 本線：14.5km（新町 - 林）
  - 片田支線：5.1km（安東 - 片田）
- 駅数：本線14駅、片田支線6駅
- 軌間：762mm
- 動力：蒸気・内燃
- 電化区間：なし（全線非電化）
- 複線区間：なし（全線単線）

## 沿革
- 1912年（明治45年）2月3日 三重県安濃郡新町と同県河芸郡明村および高宮村を結ぶ軌間2フィート6インチ (762mm) の軽便鉄道敷設免許が安濃鉄道会社に下付[1]
- 1913年（大正2年）7月30日 会社設立。資本金26万円で本社を三重県安濃郡新町大字刑部470番地に置く。
- 1914年（大正3年）12月29日 新町 - 椋本間開業[2]
- 1915年（大正4年）
  - 1月15日 椋本 - 林間開業[3]
  - 1月29日 片田 - 高宮間の敷設却下願を提出
  - 3月15日 安東 - 一身田間の免許の下付[4]
  - 11月1日 鹿毛駅、内多駅開業[5]
- 1917年（大正6年）
  - 4月15日 安東 - 片田間開業[6]
  - 6月18日 鉄道免許一部取消（安濃郡片田村-同郡高宮村間）[7]
- 1922年（大正11年）5月16日 安東 - 一身田間の7回目の工事延期願の却下により同区間の免許取り消し[8]
- 1924年（大正13年）
  - 1月22日 納所駅開業[9]
  - 11月21日 新町 - 阿漕間の免許の下付[10]
- 1925年（大正14年）11月7日 椋本 - 林間、安東 - 片田間休止
- 1927年（昭和2年）4月6日 安東 - 片田間廃止
- 1928年（昭和3年）7月1日 従前の蒸気機関車に加え、気動車（ガソリンカー）導入
- 1929年（昭和4年）5月25日 新町 - 阿漕間の免許返納[11]
- 1935年（昭和10年）7月10日 岡本駅、椋本口駅開業
- 1940年（昭和15年）4月25日 萩野駅開業
- 1941年（昭和16年）10月31日 椋本 - 林間廃止[12]
- 1944年（昭和19年）1月11日 全線を不要不急線として休止
- 1972年（昭和47年）8月31日 全線廃止

## 駅一覧
本線
新町駅 - 納所駅 - 安東駅 - 鹿毛駅 - 曽根駅 - 内多駅 - 安濃駅 - 荒木駅 - 岡本駅 - 萩野駅 - 安西駅 - 椋本口駅 - 椋本駅 - 林駅
片田支線
安東駅 - 跡部駅 - 分部駅 - 産品駅 - 志袋駅（貨物） - 志袋駅 - 片田駅

## 輸送・収支実績
| 年度 | 輸送人員（人） | 貨物量（トン） | 営業収入（円） | 営業費（円） | 営業益金（円） | その他益金（円） | その他損金（円）        | 支払利子（円） | 政府補助金（円） |
| ---- | -------------- | -------------- | -------------- | ------------ | -------------- | ---------------- | ----------------------- | -------------- | ---------------- |
| 1915 | 125,802        | 1,494          | 10,599         | 12,330       | ▲ 1,731        |                  |                         | 410            | 4,127            |
| 1916 | 142,699        | 2,906          | 13,054         | 14,392       | ▲ 1,338        |                  | 雑損192                 | 817            | 8,400            |
| 1917 | 206,625        | 2,615          | 18,327         | 18,509       | ▲ 182          |                  | 償却金1,078             | 1,760          | 10,841           |
| 1918 | 222,211        | 3,903          | 22,884         | 27,311       | ▲ 4,427        |                  | 雑損金及創立費償却金622 | 3,164          | 12,994           |
| 1919 | 169,394        | 3,800          | 26,006         | 31,831       | ▲ 5,825        |                  | 雑損金183               | 3,605          | 13,092           |
| 1920 | 150,730        | 2,364          | 30,863         | 36,954       | ▲ 6,091        |                  | 雑損108借入金償却金400  | 5,700          | 13,360           |
| 1921 | 136,843        | 2,333          | 29,445         | 33,513       | ▲ 4,068        |                  |                         |                |                  |
| 1922 | 151,645        | 3,309          | 32,202         | 35,004       | ▲ 2,802        |                  |                         |                |                  |
| 1923 | 164,366        | 3,520          | 33,080         | 38,604       | ▲ 5,524        |                  | 雑損110                 | 4,637          | 13,405           |
| 1924 | 171,615        | 2,398          | 32,958         | 38,103       | ▲ 5,145        |                  | 雑損29                  | 4,282          | 13,478           |
| 1925 | 156,247        | 3,089          | 30,269         | 35,247       | ▲ 4,978        |                  | 雑損106,446             | 3,975          | 2,127            |
| 1926 | 135,584        | 2,961          | 26,232         | 26,933       | ▲ 701          |                  |                         | 4,066          |                  |
| 1927 | 140,781        | 4,472          | 27,895         | 31,462       | ▲ 3,567        |                  | 雑損8                   | 4,481          |                  |
| 1928 | 130,128        | 5,691          | 27,371         | 29,761       | ▲ 2,390        |                  |                         | 4,842          |                  |
| 1929 | 125,310        | 3,699          | 26,493         | 24,573       | 1,920          | 減資益金184,000  | 雑損57,435              | 5,078          |                  |
| 1930 | 121,867        | 2,380          | 21,553         | 22,391       | ▲ 838          |                  |                         | 584            |                  |
| 1931 | 122,385        | 2,311          | 18,441         | 17,769       | 672            |                  | 雑損569                 | 585            |                  |
| 1932 | 109,433        | 2,183          | 15,964         | 15,655       | 309            |                  |                         | 369            |                  |
| 1933 | 110,075        | 2,549          | 16,529         | 16,105       | 424            |                  |                         | 516            |                  |
| 1934 | 109,885        | 2,367          | 16,202         | 15,367       | 835            |                  | 雑損623                 | 233            |                  |
| 1935 | 112,048        | 1,995          | 15,910         | 15,363       | 547            |                  | 雑損600                 | 210            |                  |
| 1936 | 113,722        | 1,886          | 16,691         | 16,551       | 140            |                  |                         | 202            |                  |
| 1937 | 112,183        | 1,721          | 17,579         | 17,015       | 564            |                  | 償却金548               | 174            |                  |

- 鉄道院年報、鉄道院鉄道統計資料、鉄道省鉄道統計資料、鉄道統計資料、鉄道統計各年度版

## 車両

### 蒸気機関車
1 - 3
開業に備えてコッペルで製造されたB形5tタンク式蒸気機関車。気動車の増備により3は1933年（昭和8年）に、1・2は1938年（昭和13年）に廃車となった。
4
片田支線の開業に備えて1917年（大正6年）に大日本軌道で製造されたB形6tタンク式蒸気機関車。1933年（昭和8年）に廃車。

### 客車
1 - 4
開業に備えて名古屋電車製作所で製造された2軸ボギー客車。出入台にドアのないオープンデッキ構造である。1935年（昭和10年）に3・4が廃車となり、3は中遠鉄道に譲渡された。1・2は全線休止まで使用された。
5・6
片田支線の開業に備えて1917年（大正6年）に加藤車輌で製造された2軸ボギー客車。1 - 4と同じくオープンデッキ構造だが、連結面に窓が設けられた。1935年（昭和10年）に5が廃車となった。6は全線休止まで使用された。

### 貨車
ワ1・2
開業に備えて名古屋電車製作所で製造された3t積み2軸有蓋貨車。ワ1は開業翌年の1915年（大正4年）に火災により車体が焼失したため、郵便室付き有蓋緩急車ゴワ1に改造された。ワ2は1917年（大正6年）に火災により車体が焼失し、3t積み無蓋貨車ト3に改造された。改造後、どちらも1935年（昭和10年）に廃車となった。
ワ3・4
片田支線の開業に備えて1917年（大正6年）に加藤車輌で製造された3t積み2軸有蓋貨車。2両とも1923年（大正12年）3t積み無蓋貨車に改造され、ト4・5となった。1935年（昭和10年）にト4が廃車となり、ト5は2t積みに変更されて休止時まで使用された。
ト1・2
開業に備えて名古屋電車製作所で製造された3t積み2軸無蓋貨車。ト1は1933年（昭和8年）に廃車となった。ト2は休止時まで使用された。

### 気動車
計3両が製造されている。いずれも戦時中は木炭ガス発生装置を装備し、休止時まで気動車として使用された。
ジ1
1928年（昭和3年）に丸山車輌で製造された単端式（片運転台）2軸ガソリンカー。エンジンはフォードT形 (18.75HP)。
ジ2
ジ1と同じく1928年（昭和3年）に丸山車輌で製造された単端式2軸ガソリンカー。エンジンは同じくフォードT形 (18.75HP)。車両後部に手荷物室を設けた。
カ10
1935年（昭和10年）に日本車輌で製造された単端式2軸ガソリンカー。エンジンはフォードBBF (43.5HP)。